# Elegia vaginulata
Elegia vaginulata är en gräsväxtart som beskrevs av Maxwell Tylden Masters. Elegia vaginulata ingår i släktet Elegia och familjen Restionaceae. Inga underarter finns listade i Catalogue of Life.